# Carl Herwig
 Carl Christoph Heinrich Wilhelm Herwig (* 13. Juli 1802 in Meineringhausen; † 22. Juni 1863 in Pyrmont) war ein deutscher Verwaltungsjurist.
Herwig war der Sohn des Pfarrers und Abgeordneten Theodor Herwig und dessen Ehefrau Amalie Louise Wilhelmine Kleinschmit, der Tochter eines Amtmanns und Hofrats. 1827 heiratete er in erster Ehe Luise Busold (1808–1840) und später in zweiter Ehe Johanna Klara Hotzen (1826–1897).
Er besuchte von 1818 bis 1820 das Gymnasium in Korbach und studierte dann an den Universitäten Marburg und (ab 1822) Göttingen Rechtswissenschaften und Philosophie. 1826 wurde er Advokat in Sachsenhausen, bevor er 1827 als Amtmann und Sammtrichter des Freiherr von Dalwigkschen Gerichts in Sachsenberg berufen wurde. Ab 1832 war er Justizrat und erster Beamter des Oberjustizamtes in Pyrmont. Mit der Neuorganisation der Verwaltung wurde 1850 der Kreis Pyrmont geschaffen und Herwig wurde am 30. September 1850 zum Kreisrat in Pyrmont ernannt. Er trat dieses Amt am 3. Oktober 1850 an und wurde am 31. März 1859 in den Ruhestand versetzt.